# Liceo delle Scienze Umane e Liceo Musicale Paolina Secco Suardo
Il Liceo delle Scienze Umane e Liceo Musicale Paolina Secco Suardo è una scuola secondaria di secondo grado di Bergamo intitolato alla Contessa Paolina Secco Suardo

## Storia
La storia del Liceo Suardo iniziò il 18 settembre del 1861 quando si decise di affiancare alla Scuola Normale Maschile una Scuola Normale Femminile con sede a Bergamo. La necessità di un ente che potesse formare maestre competenti era nata sia per combattere il fenomeno dell’analfabetismo sia per agevolare il processo di unificazione del neonato Regno d’Italia: motivazioni in linea con la Legge Casati che, approvata nel 1859 nel Regno di Sardegna e poi estesa a tutta la Penisola, andava a regolamentare tra l’altro la scuola elementare. La prima sede della Scuola Normale Femminile fu individuata presso la Chiesa di San Michele al Pozzo Bianco, in Bergamo Alta. È qui che la scuola nel 1891, con Regio Decreto, venne intitolata alla Contessa Paolina Secco Suardo. Nel 1901 la sede del Pozzo Bianco, ormai inadatta per le esigenze del Suardo, fu abbandonata in favore dei locali della Cittadella Viscontea situata sempre in Bergamo Alta. Nel 1923 la Riforma Gentile adoperò un cambiamento radicale nella scuola italiana che investì di conseguenza anche il Suardo: da scuola professionale ed esperienziale, con molte ore di tirocinio nella scuola femminile elementare annessa al Suardo, si passò ad un approccio molto più teorico alle materie e al loro studio. Sempre a seguito della riforma, la Scuola Normale Maschile di Treviglio confluì nel Suardo che cambiò nuovamente nome in “Regio Istituto Magistrale Paolina Secco Suardo”. Con il concludersi della Seconda guerra mondiale, il Suardo, rinominato “Istituto Magistrale di Stato Paolina Secco Suardo”, fu trasferito nella ex sede della Gioventù italiana del littorio nonché sede del Liceo Scientifico Filippo Lussana, dove rimase fino al 1968, anno dell’inaugurazione della sede attuale di Via Agelo Maj 8. A normare il Liceo nei suoi indirizzi è la Riforma Gelmini che, rinnovando nel 2010 la scuola italiana, ha portato all’istituzione del Liceo delle Scienze Umane e del Liceo Musicale.

## Il Liceo oggi
Al Liceo Suardo, nell’anno scolastico 2021/2022, sono iscritti 1183 alunni, i quali sono suddivisi in 11 corsi: dalla sezione A alla sezione I vi sono le classi dell'indirizzo delle scienze umane, mentre le sezioni X e Y sono quelle ad indirizzo musicale.